# Toray Pan Pacific Open
A Toray Pan Pacific Open minden év szeptemberében megrendezett női tenisztorna 2018-ig Japán fővárosában, Tokióban, 2019-től Oszakában.
2008-ig a WTA Tier I-es tornák közé tartozott, ám 2009-től 2013-ig Premier 5 kategóriájú versenyként tartották számon. 2014-től a besorolása Premier, összdíjazása 1 000 000 $. A versenyen harmincketten vehetnek részt, az első négy kiemeltnek nem kell játszania az első körben.
1984-től 2007-ig minden februárban fedett, szőnyeg borítású pályákon játszották mérkőzéseket, 2008-tól viszont az időpont és a helyszín is megváltozott. Azóta szeptemberben kerül sor a tornára, amelyet szabadtéri, kemény borítású pályákon rendeznek meg.

## Döntők

### Egyéni
| Év                                | Győztes                                    | Ellenfél a döntőben                        | Eredmény a döntőben                        |
| --------------------------------- | ------------------------------------------ | ------------------------------------------ | ------------------------------------------ |
| 1984                              | Manuela Maleeva                            | Claudia Kohde-Kilsch                       | 3–6, 6–4, 6–4                              |
| 1985                              | Manuela Maleeva                            | Bonnie Gadusek                             | 7–6(2), 3–6, 7–5                           |
| 1986                              | Steffi Graf                                | Manuela Maleeva                            | 6–4, 6–2                                   |
| 1987                              | Gabriela Sabatini                          | Manuela Maleeva                            | 6–4, 7–6(6)                                |
| 1988                              | Pam Shriver                                | Helena Suková                              | 7–5 6–1                                    |
| 1989                              | Martina Navratilova                        | Lori McNeil                                | 6–7(3), 6–3, 7–6(5)                        |
| 1990                              | Steffi Graf                                | Arantxa Sánchez                            | 6–1, 6–2                                   |
| 1991                              | Gabriela Sabatini                          | Martina Navratilova                        | 2–6, 6–2, 6–4                              |
| 1992                              | Gabriela Sabatini                          | Martina Navratilova                        | 6–2, 4–6, 6–2                              |
| ↓ Tier I kategóriájú verseny ↓    |                                            |                                            |                                            |
| 1993                              | Martina Navratilova                        | Larisa Savchenko-Neiland                   | 6–2, 6–2                                   |
| 1994                              | Steffi Graf                                | Martina Navratilova                        | 6–2, 6–4                                   |
| 1995                              | Date Kimiko                                | Lindsay Davenport                          | 6–1, 6–2                                   |
| 1996                              | Iva Majoli                                 | Arantxa Sánchez                            | 6–4, 6–1                                   |
| 1997                              | Martina Hingis                             | Steffi Graf                                | visszalépett                               |
| 1998                              | Lindsay Davenport                          | Martina Hingis                             | 6–3, 6–3                                   |
| 1999                              | Martina Hingis                             | Amanda Coetzer                             | 6–2, 6–1                                   |
| 2000                              | Martina Hingis                             | Sandrine Testud                            | 6–3, 7–5                                   |
| 2001                              | Lindsay Davenport                          | Martina Hingis                             | 6–7(4), 6–4, 6–2                           |
| 2002                              | Martina Hingis                             | Szeles Mónika                              | 7–6(6), 4–6, 6–3                           |
| 2003                              | Lindsay Davenport                          | Szeles Mónika                              | 6–7(6), 6–1, 6–2                           |
| 2004                              | Lindsay Davenport                          | Magdalena Maleeva                          | 6–4, 6–1                                   |
| 2005                              | Marija Sarapova                            | Lindsay Davenport                          | 6–1, 3–6, 7–6(5)                           |
| 2006                              | Jelena Gyementyjeva                        | Martina Hingis                             | 6–2, 6–0                                   |
| 2007                              | Martina Hingis                             | Ana Ivanović                               | 6–4, 6–2                                   |
| 2008                              | Gyinara Szafina                            | Szvetlana Kuznyecova                       | 6–1, 6–3                                   |
| ↓ Premier 5 kategóriájú verseny ↓ |                                            |                                            |                                            |
| 2009                              | Marija Sarapova                            | Jelena Janković                            | 5–2 feladta                                |
| 2010                              | Caroline Wozniacki                         | Jelena Gyementyjeva                        | 1–6, 6–2, 6–3                              |
| 2011                              | Agnieszka Radwańska                        | Vera Zvonarjova                            | 6–3, 6–2                                   |
| 2012                              | Nagyja Petrova                             | Agnieszka Radwańska                        | 6–0, 1–6, 6–3                              |
| 2013                              | Petra Kvitová                              | Angelique Kerber                           | 6–2, 0–6, 6–3                              |
| ↓ Premier kategóriájú verseny ↓   |                                            |                                            |                                            |
| 2014                              | Ana Ivanović                               | Caroline Wozniacki                         | 6–2, 7–6(2)                                |
| 2015                              | Agnieszka Radwańska                        | Belinda Bencic                             | 6–2, 6–2                                   |
| 2016                              | Caroline Wozniacki                         | Ószaka Naomi                               | 7–5, 6–3                                   |
| 2017                              | Caroline Wozniacki                         | Anasztaszija Pavljucsenkova                | 6–0, 7–5                                   |
| 2018                              | Karolína Plíšková                          | Ószaka Naomi                               | 6–4, 6–4                                   |
| 2019                              | Ószaka Naomi                               | Anasztaszija Pavljucsenkova                | 6–2, 6–3                                   |
| 2020-2021                         | Nem rendezték meg a Covid19-járvány miatt) | Nem rendezték meg a Covid19-járvány miatt) | Nem rendezték meg a Covid19-járvány miatt) |
| ↓ WTA500 kategóriájú verseny ↓    |                                            |                                            |                                            |
| 2022                              | Ljudmila Szamszonova                       | Cseng Csin-ven                             | 7–5, 7–5                                   |
| 2023                              | Veronyika Kugyermetova                     | Jessica Pegula                             | 7–5, 6–1                                   |
| 2024                              | Cseng Csin-ven                             | Sofia Kenin                                | 7–6 (5), 6–3                               |

### Páros
| Év                                | Győztesek                                  | Ellenfelek a döntőben                      | Eredmény a döntőben                        |
| --------------------------------- | ------------------------------------------ | ------------------------------------------ | ------------------------------------------ |
| 1984                              | Claudia Kohde-Kilsch Helena Suková         | Elizabeth Sayers Catherine Tanvier         | 6–4, 6–4                                   |
| 1985                              | Claudia Kohde-Kilsch Helena Suková         | Marcella Mesker Elizabeth Sayers-Smylie    | 6–0, 6–4                                   |
| 1986                              | Bettina Bunge Steffi Graf                  | Katerina Maleeva Manuela Maleeva           | 6–1, 6–7(4), 6–2                           |
| 1987                              | Anne White Robin White                     | Katerina Maleeva Manuela Maleeva           | 6–1, 6–2                                   |
| 1988                              | Pam Shriver Helena Suková                  | Gigi Fernández Robin White                 | 4–6, 6–2, 7–6(5)                           |
| 1989                              | Katrina Adams Zina Garrison                | Mary Joe Fernández Claudia Kohde-Kilsch    | 6–3, 3–6, 7–6(5)                           |
| 1990                              | Gigi Fernández Elizabeth Sayers-Smylie     | Jo-Anne Faull Rachel McQuillan             | 6–2, 6–2                                   |
| 1991                              | Kathy Jordan Elizabeth Sayers-Smylie       | Mary Joe Fernández Robin White             | 4–6, 6–0, 6–3                              |
| 1992                              | Arantxa Sánchez Helena Suková              | Martina Navratilova Pam Shriver            | 7–5, 6–1                                   |
| ↓ Tier I kategóriájú verseny ↓    |                                            |                                            |                                            |
| 1993                              | Martina Navratilova Helena Suková          | Lori McNeil Rennae Stubbs                  | 6–4, 6–3                                   |
| 1994                              | Elizabeth Sayers-Smylie Pam Shriver        | Manon Bollegraf Martina Navratilova        | 6–3, 3–6, 7–6(3)                           |
| 1995                              | Gigi Fernández Natallja Zverava            | Lindsay Davenport Rennae Stubbs            | 6–0, 6–3                                   |
| 1996                              | Gigi Fernández Natallja Zverava            | Mariaan de Swardt Irina Spîrlea            | 7–6(7), 6–3                                |
| 1997                              | Lindsay Davenport Natallja Zverava         | Gigi Fernández Martina Hingis              | 6–4, 6–3                                   |
| 1998                              | Martina Hingis Mirjana Lučić               | Lindsay Davenport Natallja Zverava         | 7-5, 6-4                                   |
| 1999                              | Lindsay Davenport Natallja Zverava         | Martina Hingis Jana Novotná                | 6–2, 6–3                                   |
| 2000                              | Martina Hingis Mary Pierce                 | Alexandra Fusai Nathalie Tauziat           | 6–4, 6–1                                   |
| 2001                              | Lisa Raymond Rennae Stubbs                 | Anna Kurnyikova Iroda Tuljaganova          | 7–6(5), 2–6, 7–6(6)                        |
| 2002                              | Lisa Raymond Rennae Stubbs                 | Els Callens Roberta Vinci                  | 6–1, 6–1                                   |
| 2003                              | Jelena Bovina Rennae Stubbs                | Lindsay Davenport Lisa Raymond             | 6–3, 6–4                                   |
| 2004                              | Cara Black Rennae Stubbs                   | Jelena Lihovceva Magdalena Maleeva         | 6–0, 6–1                                   |
| 2005                              | Janette Husárová Jelena Lihovceva          | Lindsay Davenport Corina Morariu           | 6–4, 6–3                                   |
| 2006                              | Lisa Raymond Samantha Stosur               | Cara Black Rennae Stubbs                   | 6–2, 6–1                                   |
| 2007                              | Lisa Raymond Samantha Stosur               | Vania King Rennae Stubbs                   | 7–6(6), 3–6, 7–5                           |
| 2008                              | Vania King Nagyja Petrova                  | Lisa Raymond Samantha Stosur               | 6–1, 6–4                                   |
| ↓ Premier 5 kategóriájú verseny ↓ |                                            |                                            |                                            |
| 2009                              | Alisza Klejbanova Francesca Schiavone      | Daniela Hantuchová Szugijama Ai            | 6–4, 6–2                                   |
| 2010                              | Iveta Benešová Barbora Záhlavová-Strýcová  | Sahar Peér Peng Suaj                       | 6–4, 4–6, [10–8]                           |
| 2011                              | Liezel Huber Lisa Raymond                  | Gisela Dulko Flavia Pennetta               | 7–6(4), 0–6, [10–6]                        |
| 2012                              | Raquel Kops-Jones Abigail Spears           | Anna-Lena Grönefeld Květa Peschke          | 6–1, 6–4                                   |
| 2013                              | Cara Black Szánija Mirza                   | Csan Hao-csing Liezel Huber                | 4–6, 6–0, [11–9]                           |
| ↓ Premier kategóriájú verseny ↓   |                                            |                                            |                                            |
| 2014                              | Cara Black Szánija Mirza                   | Garbiñe Muguruza Carla Suárez Navarro      | 6–2, 7–5                                   |
| 2015                              | Garbiñe Muguruza Carla Suárez Navarro      | Csan Hao-csing Csan Jung-zsan              | 7–5, 6–1                                   |
| 2016                              | Szánija Mirza Barbora Strýcová             | Liang Csen Jang Csao-hszüan                | 6–1, 6–1                                   |
| 2017                              | Andreja Klepač María José Martínez Sánchez | Daria Gavrilova Darja Kaszatkina           | 6–3, 6–2                                   |
| 2018                              | Miyu Kato Makoto Ninomiya                  | Andrea Sestini Hlaváčková Barbora Strýcová | 6–4, 6–4                                   |
| 2019                              | Csan Hao-csing Latisha Chan                | Hszie Su-vej Hsieh Yu-chieh                | 7–5, 7–5                                   |
| 2020-2021                         | Nem rendezték meg a Covid19-járvány miatt) | Nem rendezték meg a Covid19-járvány miatt) | Nem rendezték meg a Covid19-járvány miatt) |
| ↓ WTA500 kategóriájú verseny ↓    |                                            |                                            |                                            |
| 2022                              | Gabriela Dabrowski Giuliana Olmos          | Nicole Melichar-Martinez Ellen Perez       | 6–4, 6–4                                   |
| 2023                              | Ulrikke Eikeri Ingrid Neel                 | Hozumi Eri Ninomija Makoto                 | 3–6, 7–5, [10–5]                           |
| 2024                              | Aojama Súko Hozumi Eri                     | Sibahara Ena Laura Siegemund               | 6–4, 7–6(3)                                |